# Латинович, Триво
Триво Латинович (серб. Триво Латиновић; 17 октября 1914, Бравско — середина сентября 1943, Ключ) — югославский партизан, участник Народно-освободительной войны, Народный герой Югославии.

## Биография
Родился 17 октября 1914 в селе Бравско близ Босански-Петроваца в бедной крестьянской семье. Не учился в какой-либо школе, с детства занимался физическим трудом. По достижении совершеннолетия устроился работать в лесном хозяйстве «Шипад». Участвовал в забастовках 1937 и 1939 годов.
В народно-освободительное движение вступил в июле 1941 года. 27 августа 1941 принял боевое крещение, атаковав моторизованную колонну усташей близ Босански-Петроваца. В бою Триво в качестве трофея захватил вражеский пулемёт, открыв из него огонь по колонне. Благодаря его ловкости и отваге партизанам удалось уничтожить около ста человек и захватить в плен несколько десятков. В первых боях в дальнейшем Латинович чаще закидывал врага гранатами.
Командуя 1-м взводом Бравской партизанской роты, он участвовал в боях против итальянцев близ Ключа 28 февраля 1942, близ Приедора 17 мая 1942 (оборона в селе Чараково), освобождениях городов Ключ, Санице, Врполе в июле 1942 года и других стычках. Летом 1942 года в составе Бравской партизанской роты Триво прикрывал ряды 1-й молодёжной полевой рабочей бригады.
В начале сентября усташи окружили молодёжную рабочую роту, и на помощь к кольцу окружения направились десять человек из 1-го взвода. Триво, узнав об этом, отправил остаток взвода на помощь. Взвод сумел прорвать кольцо окружения и спасти около 190 юношей и девушек из Смолянской роты. После формирования 3-й краинской бригады рота Милутиновича вошла в состав бригады.
В ноябре 1942 года во время битвы за Бихач Триво получил тяжёлое ранение и даже заразился тифом, однако вскоре вылечился. После выздоровления Триво вступил в Рыбницкий партизанский отряд, поскольку его бригада была очень далеко. Чуть позднее возглавил роту в 13-й краинской бригаде и был принят в КПЮ.
В середине сентября 1943 года рота Милутиновича в битве за Ключ вступила в стычку с немецкими войсками. В бою Триво подорвал гранатой один из ДЗОТов немцев, однако недалеко из другого ДЗОТа неприятельский огонь сразил сербского партизана насмерть.
Указом Иосипа Броза Тито от 24 июля 1953 Триво Милутинович был посмертно награждён званием Народного героя Югославии.